# 普門館
普門館（ふもんかん、Fumon Hall）は、仏教の在家団体「立正佼成会」がかつて所有していたホール。1970年4月28日に、東京都杉並区和田二丁目の立正佼成会本部内に落成した。
東京都心から近い立地の5000人級ホールであり、大型バスをはじめとした十分な駐車場設備を備えている事、また立正佼成会の方針により当会の活動に限らず各種催しに幅広く使用されていた。耐震強度不足により、2018年冬より解体工事が開始され、跡地は2021年2月に芝生広場「普門エリア」として整備された。

## 概要
1967年9月に着工し、約2年8ヶ月の工期を経て1970年4月28日に落成した。こけら落としは日本フィルハーモニー交響楽団による特別公演。立正佼成会を母体とするプロフェッショナル吹奏楽団である東京佼成ウインドオーケストラの本拠地でもあった。
1977年に指揮者のヘルベルト・フォン・カラヤンがベルリン・フィルハーモニー管弦楽団を率い、同館で来日公演を行った。しかしホールがあまりに巨大で、コンサート専用のホールとして設計されたホールでないため響きが悪く、聴衆の失望を招き、1979年の再来日時にはカラヤンが反響板を新たに作るよう要求した。
この1979年の普門館公演でライブ収録された『交響曲第9番』は、カラヤン没後にCD化され 、カラヤンのライブ録音で第九が稀少であることから「普門館の第九」として話題を呼んだ。
立正佼成会所有ホールではあるが、「文化、学術、芸術活動の普及と発展に貢献する」という佼成会方針の下、同会の活動拠点としてのみならず音楽コンサートで多くの人々に幅広く利用されていた。これまでに、チェコスロヴァキア交響楽団、ウィーン交響楽団、ボストン交響楽団、ニューヨーク・フィルハーモニック、クリーヴランド管弦楽団、パリ国立オペラバレエ団、ボリジョイ・バレエらが来日公演を行っている。1981年にはマザー・テレサの講演会が開かれた。
ロビーに聖観世音菩薩像が置かれるなど、仏教教団が運営する施設らしい特色もあった。
2011年3月11日に起きた東北地方太平洋沖地震（東日本大震災）後の2012年に耐震調査を行ったところ、震度6強以上で天井が崩落する恐れがあると診断された。この調査結果を受けてホールの建て替えも検討されたが、その検討の中で現在の用途地域ではホールとしての建て替えができないことが判明し、2018年12月より解体されることとなった。先立つ同年11月には、公演などの関係者でない一般人がステージから客席を見られるなどする一般公開が行われた。

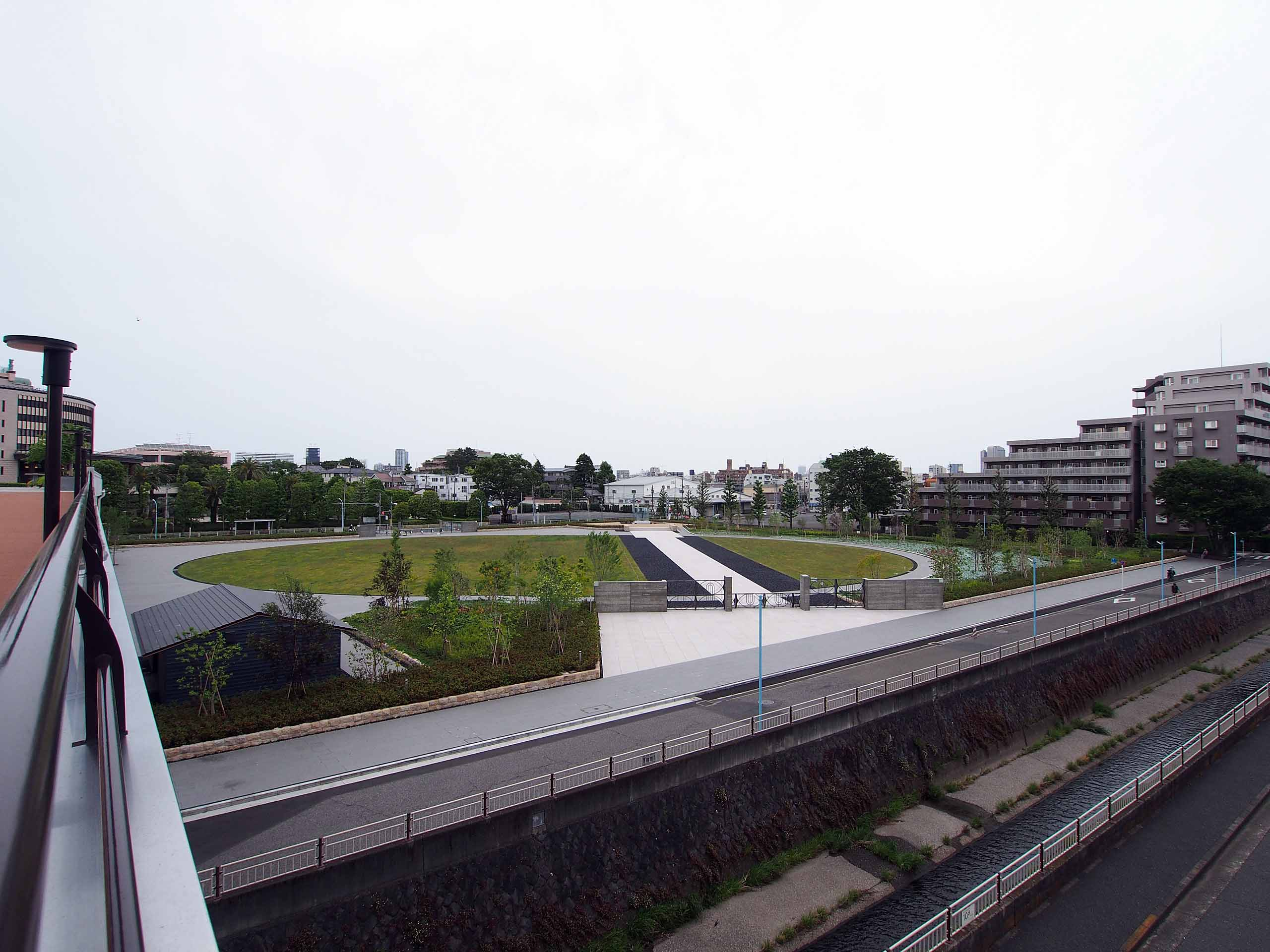
普門館跡地に整備された普門エリアを大聖堂と第二団参会館を結ぶ連絡橋から望む
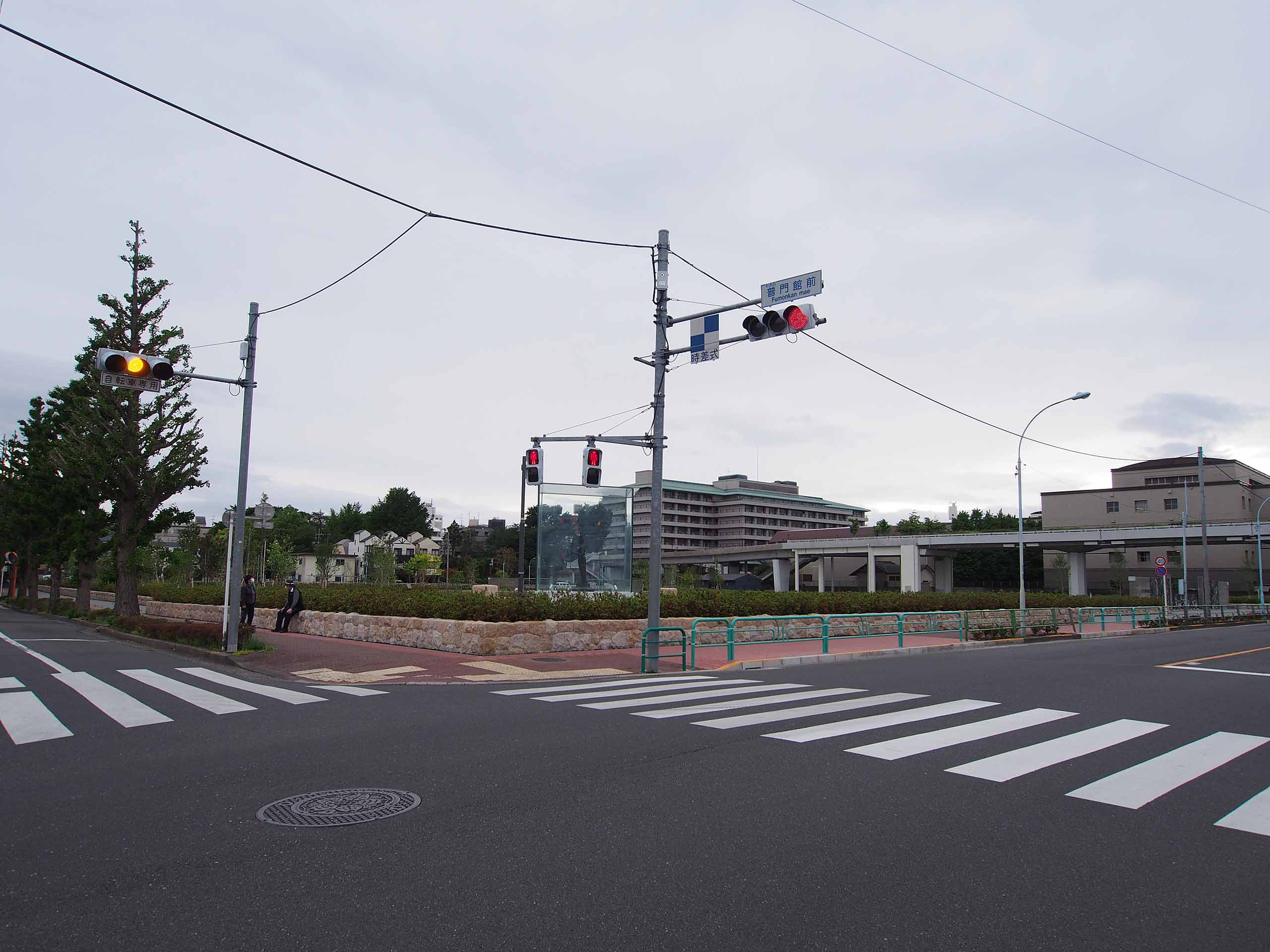
普門館前交差点より

## 施設

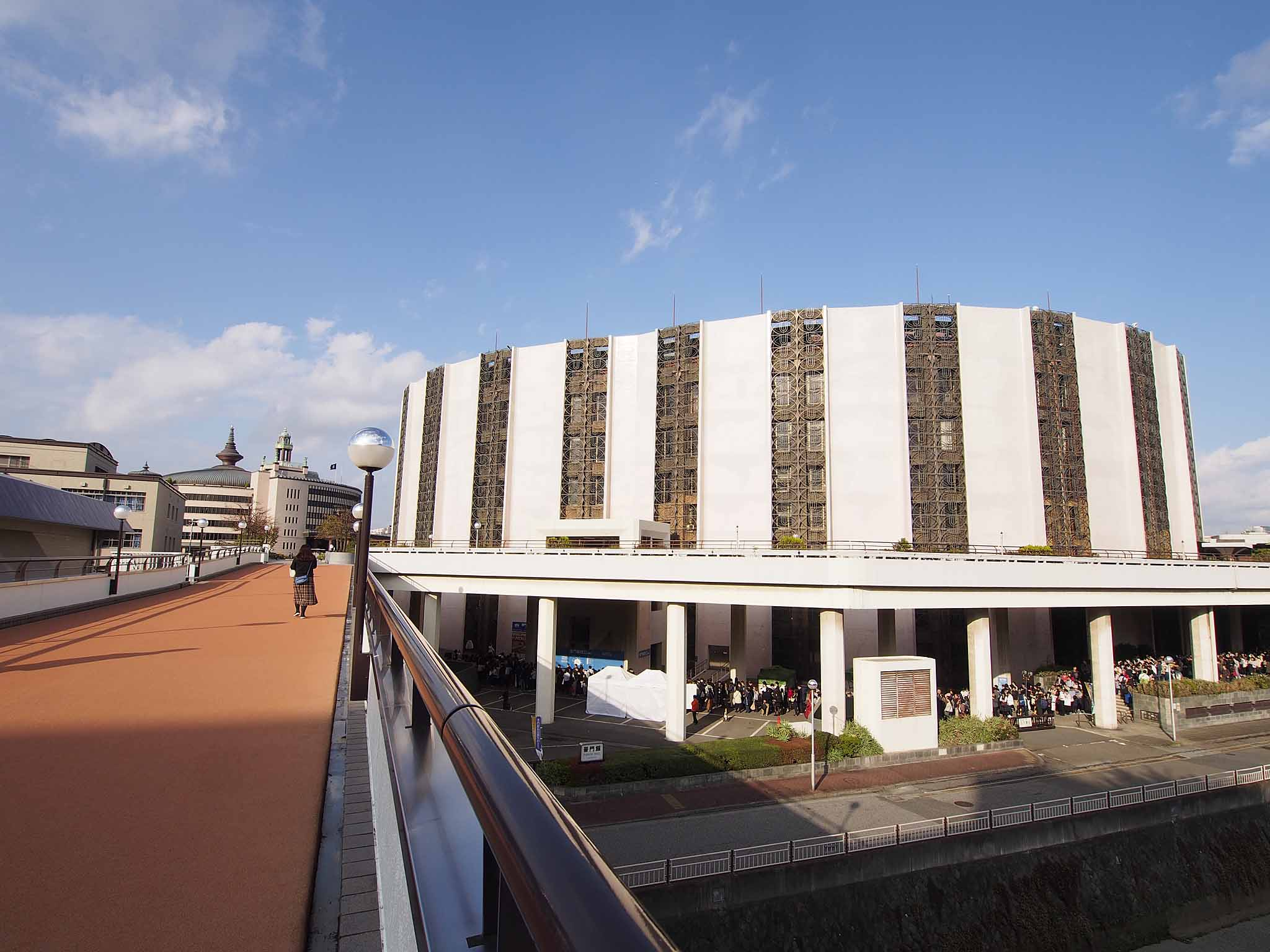
普門館と大聖堂

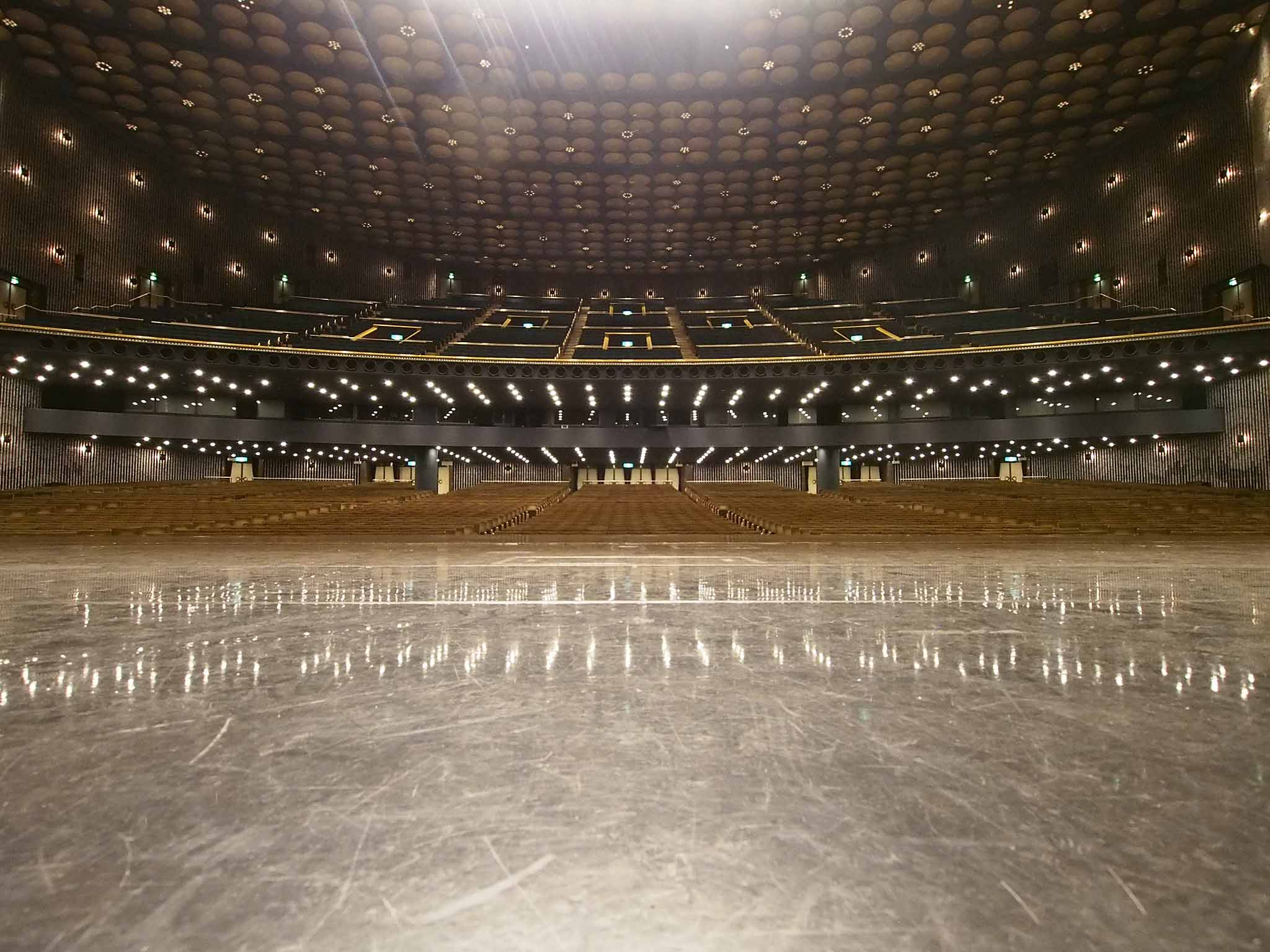
ステージから客席を望む

全館禁煙である。また、携帯電話の電波遮断装置は備わっていないため、館内であっても電波は入る。
- 1F〜3F
  - 大ホール

定員4,702名（1階席3,150席、2階席1,552席）。ただし消防法上の定員は5,082名。東京都千代田区丸の内の東京国際フォーラムホールA（5,012席）と並び国内最大級のキャパシティを擁する。ホールの建築設計は『法華経』を基調としたものとなっている。
- 5F
  - （財）世界宗教者平和会議（WCRP） 日本委員会
  - 立正佼成会 国際伝道本部
  - 立正佼成会 国際仏教教会
  - 立正佼成会 南アジア教会
  - 立正佼成会 教学委員会
  - 立正佼成会 教典編纂委員会
  - 501会議室
- 4F
  - 国際会議室
  - 立正佼成会 伝道メディアグループ
  - 402会議室
  - 佼成文化協会
  - 東京佼成ウインドオーケストラ事務局

プロ吹奏楽団「東京佼成ウインドオーケストラ」の事務局である。
  - 佼成合唱団
- 3F
  - 出演控室
- M3F
  - あったか広場
- 2F
  - 赤ちゃん休憩室
  - リハーサル室
- M2F
  - ふれあい広場
  - 自動販売機コーナー
- 1F
  - 総合案内所
  - 救護室
  - トイレ
- B1
  - 普門地下ホール
  - 普門地下会議室
  - 喫煙室

## 吹奏楽との関係

### 吹奏楽の甲子園
全日本吹奏楽連盟・朝日新聞社主催の全日本吹奏楽コンクール（日本の吹奏楽界では、高校野球でいう「夏の甲子園」に匹敵する最も大きな大会である）中学・高校の部の全国大会が普門館で開催されていたことから、同館は「吹奏楽の甲子園」または「吹奏楽の聖地」と呼ばれていた。1972年に普門館で初開催され、翌年からの4年間は別会場で開催された後、1977年以降は毎年連続して同館で開催された。現在、中学の部および高校の部の全国大会は、愛知県名古屋市熱田区にある名古屋国際会議場センチュリーホールで行われている。
日本テレビ系列で放送中のバラエティ番組『1億人の大質問!?笑ってコラえて!』で、2004年 - 2005年に「日本列島 吹奏楽の旅」および2010年の「日本列島 吹奏楽の旅 2010」というコーナーで中学校・高校の吹奏楽部の特集が組まれたことにより、吹奏楽に詳しくない一般に対しても普門館の存在を知らしめる事となった。
また全日本吹奏楽連盟東京支部では東京都中学校吹奏楽コンクール（東京都大会の予選）と東京都吹奏楽コンクール中学校の部・高等学校の部でも同館が使用されていた（以前は一般の部等でも使用されていたが現在は府中の森芸術劇場等で行われている）。
舞台で顔が映えるようにすることから舞台床には黒色が採用されており、吹奏楽関係者の間では有名である。
残響も少なく音響の面であまりにも劣悪であったため、誇張した表現、必要以上の大音量で演奏する団体が多くなった。「不自然な表現力」「吹奏楽は音が大きすぎる」というイメージを与えてしまった大きな要因にもなっている。

### 耐震強度不足から終焉・解体へ
2012年5月18日、耐震強度不足により震度6以上で天井崩落の恐れがあることが専門家の調査で明らかとなった。2012年10月20日～21日に予定されていた第60回全日本吹奏楽コンクールで使用できないことが急遽発表され、2005年同様、名古屋国際会議場センチュリーホールで開催された。また、天井改修工事が間に合わないため、2013年の全日本吹奏楽コンクールも同会場で開催された。教団側は建て替えも検討していたが、ホールの所在する地区の用途地域が建設当時の準工業地域から第一種中高層住居専用地域へと変更されたため、建築基準法の規制で同規模のホールが建てられないことが分かり、2013年11月13日、このホールの改修工事を断念する発表があり、同館での開催の歴史に幕を閉じた。
それから4年以上経った2018年3月に同年末での解体が決定した。解体工事の施工に先立ち、2018年11月5日から11月11日まで特別イベント「普門館からありがとう～吹奏楽の響きたちへ」が開催され、延べ12,000人が来場して別れを惜しんだ。
解体直前の2018年11月18日、TBS系列で毎年正月に放送されているバラエティ特番『さんま・玉緒のお年玉あんたの夢をかなえたろかスペシャル』の企画として、普門館の舞台では最後となる吹奏楽の演奏が無観客で収録された。収録には明浄学院高等学校（大阪）、愛知工業大学名電高等学校（愛知）、聖ウルスラ学院英智高等学校（宮城）、埼玉栄高等学校（埼玉）の4校の吹奏楽部が集結、吹奏楽の演奏曲としても知られるTHE SQUAREの楽曲『宝島』を総勢400人で大合奏。2019年1月14日に放送された。
収録から2日後の2018年11月20日から解体工事が始まり、普門館はその48年間の歴史に幕を下ろした。

## 所在地とアクセス
東京都杉並区和田2-6-1
- 東京メトロ丸ノ内線「方南町駅」から徒歩7分
- 東京メトロ丸ノ内線「中野富士見町駅」から徒歩10分
- 京王バス停留所「佼成会聖堂前」から徒歩1分
- 都営バス停留所「和田堀橋」「堀ノ内2丁目」から徒歩3分